# Ruhrstahl X-4
Ruhrstal X4 var världens första styrda jaktrobot, avsedd att skjuta ner fiendeflyg från egna flyg. 
Roboten utvecklades under andra världskriget i Tyskland. Det fanns drygt tusen robotar färdiga som väntade på motorer från BMW fabriken, vilken dock bombades av fienden innan dessa levererats. 
Roboten prövades med olika varianter av styrning, bland annat trådstyrning där den styrdes med hjälp av kabel och joystick från det avfyrande planet, det visade sig dock kräva alltför mycket av piloten att både styra egna planet och även roboten. Man använde akustisk utlösning av stridsspetsen, missilen avfyrades då bakom fiendens plan, och när den kom ifatt planet och förbi dess motorer avtog ljudet från dessa vilket utlöste laddningen, som skulle vara kraftig nog att kunna slå ut ett plan utan att behöva direktträff. 
Roboten provades efter kriget, framförallt i Frankrike, senare skrotades X-4 då man ansåg att bränslet var svårhanterligt. Roboten blev dock en grund för Frankrikes vidare forskning och framtagning av robotar.